# Ludwig Carl Christian Koch
Ludwig Carl Christian Koch (Ratisbona, 8 novembre 1825 – Norimberga, 1º novembre 1908) è stato un aracnologo tedesco.
Studioso di  zoologia, seguì e approfondì gli studi di aracnologia del padre Carl Ludwig Koch, identificando svariate decine di specie, soprattutto delle famiglie Araneidae e Lycosidae.

## Nomenclatura tassonomica
Di fianco alla specie, il suo nome abbreviato è indicato con L.Koch, per non confonderlo con quello del padre, che è C.L.Koch.
| L.Koch è l'abbreviazione standard utilizzata per le specie animali descritte da Ludwig Carl Christian Koch. Categoria:Taxa classificati da Ludwig Carl Christian Koch |

## Collegamenti
(EN)  Sito biografico del BEMON Archiviato il 16 maggio 2011 in Internet Archive.